# 篠田正浩
篠田 正浩（しのだ まさひろ、1931年3月9日 - 2025年3月25日）は、日本の映画監督。株式会社表現社代表取締役、早稲田大学特命教授、日本中国文化交流協会代表理事、城西国際大学メディア学部客員教授。

## 経歴
岐阜県岐阜市生まれ。梅林小学校、岐阜県立加納高等学校、早稲田大学第一文学部卒業後、松竹に入社。1960年代にかけて大島渚、吉田喜重とともに松竹ヌーヴェルバーグの旗手と呼ばれた。
早々に会社と衝突して独立した二人と異なり、松竹にしばらく残った後、1966年にフリーになる。翌年に独立プロダクションの株式会社表現社を設立。前衛的作品も辞さない大島や吉田に比べ、篠田は平易なサービス精神も持ち合わせており、独立後の1960年代後半から1970年代前半は『心中天網島』（1969年）や『無頼漢』（1970年）などの先鋭的な作品を独立プロから連発したが、1970年代後半からは『はなれ瞽女おりん』（1977年）や『鑓の権三』（1986年）などの大手映画会社配給の大作が多く、『鑓の権三』ではベルリン国際映画祭の銀熊賞 (芸術貢献賞)を受賞した。1990年、『少年時代』で第14回日本アカデミー賞の作品賞・監督賞を受賞。カンヌ国際映画祭のコンペティション部門へは『写楽』（1995年）など3度の出品を果たした。作品には妻である岩下をはじめ、浜村純、大滝秀治、加藤治子、津村鷹志、永澤俊矢などを複数回起用していた。1986年から1987年のTBS系列番組『日本が知りたい』ではキャスターも務めた。
2003年、大作『スパイ・ゾルゲ』を最後に映画監督からの引退を発表した。2016年、京都国際映画祭2016で牧野省三賞を受賞。
2025年3月25日、肺炎のため死去。94歳没。

## 人物
父親の篠田敏司は兄とともに岐阜市で篠田電機工場を経営。妻は女優の岩下志麻で、美術家の篠田桃紅は従姉、義兄に広瀬嘉吉（元岐阜商、長良高、中央大学野球部監督）。先妻に早稲田大学時代のクラスメートだった詩人の白石かずこがいる。広島カープのファンである。
高校時代は400m走の選手だったこともあり、大学入学時に早大競走部に入部。当時の早大競走部の長距離コーチで、後にオリンピックマラソン代表の瀬古利彦を育てた中村清に長距離転向を促され、1年生で1950年の「第27回東京箱根間往復大学駅伝競走」（箱根駅伝）に出場し、「花の2区」を走った。翌1951年に足の故障で陸上選手を断念した（ただし、当時は3区がエース区間で、2区は現在でいうエースクラスが集う区間ではなかった）。
大学駅伝に対しては強い思い入れを持っており、毎年シーズンになると熱心に観入っていたという。特に箱根駅伝については「箱根駅伝は一種の神事だと思うんだ。お正月から、若者たちが箱根の山に向かって走るわけだ。たすきは各校の御輿でね。」とインタビューで答えている。
1965年にベ平連が発足した際の呼びかけ人になっている。

## 監督作品
- 恋の片道切符 （1960年）

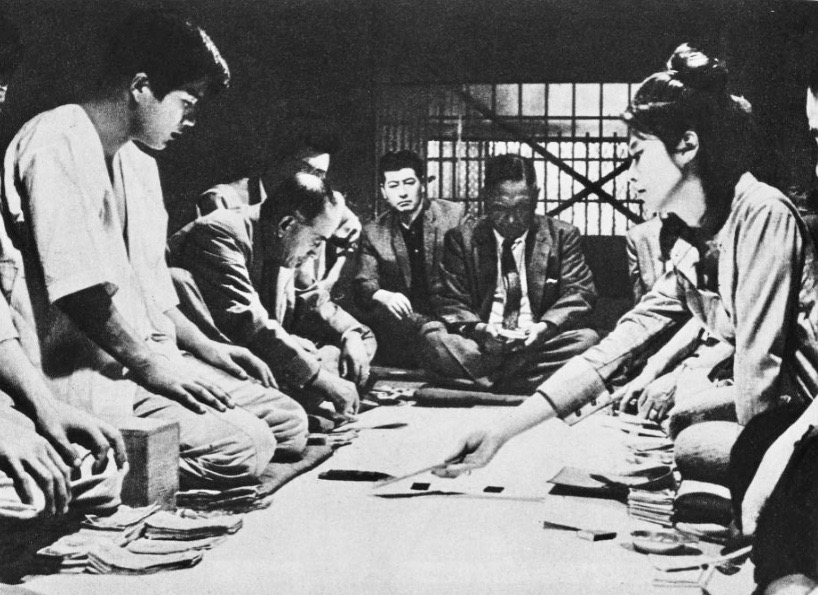
『乾いた花』（1964年）

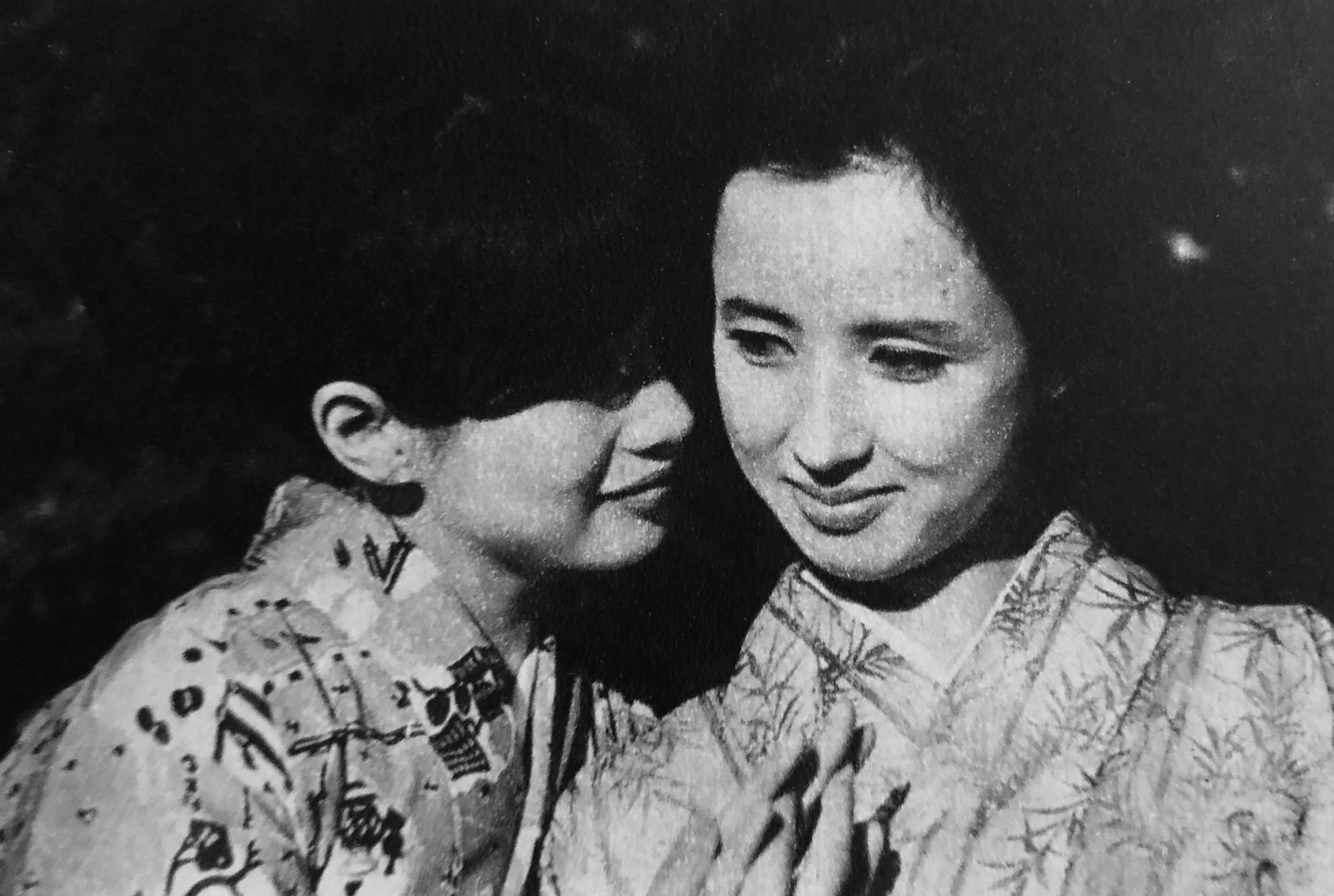
『美しさと哀しみと』（1965年）

- 乾いた湖 （1960年） 原作：榛葉英治、脚本：寺山修司
- 三味線とオートバイ （1961年） 原作：川口松太郎
- わが恋の旅路 （1961年） 原作：曽野綾子、脚本：寺山修司
- 夕陽に赤い俺の顔 （1961年） 脚本：寺山修司
- 涙を、獅子のたて髪に （1962年） 脚本：寺山修司・水沼一郎・篠田正浩
- 山の讃歌 燃ゆる若者たち （1962年） 脚本：白坂依志夫
- 私たちの結婚 （1962年） 脚本：松山善三・篠田正浩
- 乾いた花 （1964年） 原作：石原慎太郎
- 暗殺 （1964年） 原作：司馬遼太郎
- 美しさと哀しみと （1965年） 原作：川端康成
- 異聞猿飛佐助 （1965年）
- 処刑の島 （1966年） 原作：武田泰淳、脚本：石原慎太郎
- あかね雲 （1967年）
- 心中天網島 （1969年）

原作：近松門左衛門、脚本：富岡多恵子・武満徹・篠田正浩
- 無頼漢 （1970年） 脚本：寺山修司
- 沈黙 SILENCE （1971年） 原作：遠藤周作
- 札幌オリンピック （1972年） ドキュメンタリー
- 化石の森 （1973年） 原作：石原慎太郎
- 卑弥呼 （1974年）
- 桜の森の満開の下 （1975年） 原作：坂口安吾
- はなれ瞽女おりん （1977年） 原作：水上勉
- 夜叉ヶ池 （1979年） 原作：泉鏡花
- 悪霊島 （1981年） 原作：横溝正史
- 瀬戸内少年野球団 （1984年） 原作：阿久悠
- ALLUSION 転生譚 （1985年） 脚本：岸田理生
- 鑓の権三 （1986年） 原作：近松門左衛門
- 舞姫 （1989年） 原作：森鷗外
- 少年時代 （1990年） 原作：藤子不二雄A
- 写楽 （1995年） 原作：皆川博子
- 瀬戸内ムーンライト・セレナーデ （1997年） 原作：阿久悠
- 梟の城 owl's castle （1999年） 原作：司馬遼太郎
- スパイ・ゾルゲ （2003年）

## 著書
- 『心中天網島 篠田正浩作品集』仮面社、1970
- 『闇の中の安息　篠田正浩評論集』フィルムアート社、1979
- 『駈けぬける風景』創隆社、1980。旺文社文庫、1984
- 『エイゼンシュテイン　20世紀思想家文庫』岩波書店、1983
- 『日本語の語法で撮りたい』日本放送出版協会〈NHKブックス〉、1995
- 『映画で出会った人々』緑の笛豆本 1996。ブックレット
- 『監督、撮らずに観る　映画館では見えてこない映画の話』ステレオサウンド、1997
- 『私が生きたふたつの「日本」』五月書房、2003
- 『河原者ノススメ　死穢と修羅の記憶』幻戯書房、2009、新版2021
- 『路上の義経』幻戯書房、2013
- 『篠田正浩 映画講義』城西大学出版会、2016
- 『卑弥呼、衆を惑わす』幻戯書房、2019

### 共著編
- 『私は知りたかった 女が最初に出会う日』編　青春出版社、1971
- 『スパイ・ゾルゲ』ロバート・マンディ共著、講談社、2003
- 『日本史鑑定 天皇と日本文化』明石散人共著、徳間文庫、2004
- 『阿久悠のいた時代 戦後歌謡曲史』齋藤愼爾と責任編集、柏書房、2007
- 『アイドルはどこから 日本文化の深層をえぐる』若山滋共著、現代書館、2014
- 「小津安二郎を聞く」-『小津安二郎 大全』朝日新聞出版、2019

## 出演

### テレビ
- 日本が知りたい （キャスターとして。TBS、1986-1987年）
- 関口宏のサンデーモーニング新春スペシャル(TBS、1990年1月1日)
- 私の履歴書 （第18回シリーズ主人公・同名コラム原作　BSジャパン）

### CM
- シオノギ製薬 シオノギS胃腸薬 （1983年）
- サンヘルス 肝元（1988年）※声のみ
- キクチメガネ （1988年～1997年）

## 受賞・ノミネート
- 1969年 ヴェネツィア国際映画祭出品、ロンドン映画祭出品 （『心中天網島』）
- 1969年 第43回キネマ旬報ベストテン作品賞・監督賞受賞 （『心中天網島』）
- 1970年 アデレード映画祭（英語版）批評家賞受賞 （『無頼漢』）
- 1969年 第24回毎日映画コンクール作品賞受賞 （『心中天網島』）
- 1971年 第26回毎日映画コンクール作品賞・監督賞受賞 （『沈黙 SILENCE』）
- 1972年 第25回カンヌ国際映画祭コンペティション部門出品 （『沈黙 SILENCE』）
- 1973年 ゴールデングローブ賞長編ドキュメンタリー映画賞ノミネート （『札幌オリンピック』）
- 1974年 第27回カンヌ国際映画祭コンペティション部門出品 （『卑弥呼』）
- 1977年 第23回アジア太平洋映画祭監督賞受賞 （『はなれ瞽女おりん』）
- 1978年 第1回日本アカデミー賞作品賞・監督賞ノミネート （『はなれ瞽女おりん』）
- 1984年 ヒューストン国際映画祭外国語映画賞受賞 （『瀬戸内少年野球団』）
- 1985年 第8回日本アカデミー賞作品賞・監督賞ノミネート （『瀬戸内少年野球団』）
- 1985年 第27回ブルーリボン賞作品賞受賞 （『瀬戸内少年野球団』）
- 1986年 第36回ベルリン国際映画祭銀熊賞 (芸術貢献賞)受賞 （『鑓の権三』）
- 1991年 第14回日本アカデミー賞作品賞・監督賞受賞 （『少年時代』）[12]
- 1991年 第33回ブルーリボン賞作品賞・監督賞受賞 （『少年時代』）
- 1991年 第45回毎日映画コンクール作品賞受賞 （『少年時代』）
- 1995年 第48回カンヌ国際映画祭コンペティション部門出品 （『写楽』）
- 1996年 第19回日本アカデミー賞編集賞受賞、作品賞・監督賞・脚本賞ノミネート （『写楽』）[13]
- 1997年 第47回ベルリン国際映画祭コンペティション部門出品 （『瀬戸内ムーンライト・セレナーデ』）
- 1999年 富川国際ファンタスティック映画祭監督賞受賞 （『梟の城 owl's castle』）
- 2000年 第23回日本アカデミー賞作品賞・監督賞ノミネート （『梟の城 owl's castle』）
- 2004年 第27回日本アカデミー賞作品賞・監督賞・脚本賞ノミネート （『スパイ・ゾルゲ』）[14]
- 2010年 第38回泉鏡花文学賞受賞 （『河原者ノススメ―死穢と修羅の記憶』）

## 関連人物
- 碓井優
- 寺山修司
- 富岡多恵子
- 武満徹
- 司馬遼太郎
- 遠藤周作